# Lage Haar (Haarzuilens)
Lage Haar  of De Lage Haar is de buurtschap die ligt aan de Lagehaarsedijk in de woonplaats Haarzuilens, welke behoort tot de gemeente Utrecht in de Nederlandse provincie Utrecht. Lage Haar ligt ongeveer 2 km ten westen van het dorp Haarzuilens, in het uiterste westen van de gemeente Utrecht bij de grens met de gemeente Woerden. 
De Lagehaarsedijk begint dicht bij Kasteel De Haar, loopt vandaar naar het zuidwesten en eindigt op het Kortjaksepad, een fietspad op de grens van de gemeenten Utrecht en Woerden. In het verleden lagen op de plaats van dit fietspad de evenwijdig lopende afwateringskanalen Heicop en Bijleveld. De afstand tussen deze twee kanalen bedroeg slechts enkele meters. Er was echter een verschil in de waterstand tussen beide kanalen, omdat ze twee verschillende afwateringsgebieden bedienden.
De naam Lage Haar geeft aan dat deze buurtschap lager lag dan het dorp De Haar, dat zich vóór 1900 in de directe nabijheid van Kasteel De Haar bevond. Dit kasteel en het gebied ten zuiden en zuidoosten ervan liggen op de stroomrug van de rivier de Rijn, die hier ooit stroomde. De Lage Haar ligt ongeveer een halve meter beneden NAP.
De buurtschap ligt aan de rand van en maakt deel uit van het uitgestrekte veenweidegebied in het noordwesten van de provincie Utrecht en het noordoosten van de provincie Zuid-Holland. Vroeger lagen aan beide zijden van de Lagehaarsedijk weilanden. Thans is op een perceel ten noorden van deze dijk door de Vereniging Natuurmonumenten een bos geplant. Dit perceel hoorde vroeger bij het landgoed van Kasteel De Haar.
Wijken van Utrecht: Binnenstad · Oost · Leidsche Rijn · West · Overvecht · Zuid · Noordoost · Zuidwest · Noordwest · Vleuten-De Meern

Dorpen: Haarzuilens · De Meern · Vleuten      Buurtschappen: Alendorp · Blauwkapel (deels) · Lage Haar . Rijnenburg (buurtschap) · Ockhuizen · Oudenrijn · Reijerscop · Stadsdam · Themaat

Utrecht · Plaatsen in de provincie      Nederland · Provincies · Gemeenten